# 2010年肯尼亚宪法公投
肯尼亚在2010年8月4日就是否赞成国民议会在當年4月1日通过的新憲法提案举行公民投票。新宪法被视为避免2007年的大选後的暴力事件重演的重要一步。公民投票的结果是赞成新宪法的阵营获胜，68.55%參與公民投票的选民赞成新宪法。反对新宪法的阵营的主要发言人、時任高等教育部长威廉·鲁托承认落败。新宪法於當月27日生效。

## 背景
1963年的憲法在1969年被新宪法取代。新宪法此後经过数次修订，其中包括1982年增加第2A条，使肯尼亚在丹尼尔·阿拉普·莫伊总统的领导下成为一党制国家，並在同年引發未遂政变的修订。經歷1980年代後期的抗议活动後，第2A条在1991年被废除，使肯尼亚得以重建多黨制，宪法自此一直未曾被修改:31。尽管重建多黨制被视为肯尼亚進步的表現，肯尼亚仍然以其腐败而為人所知，许多肯尼亚人希望宪法獲全面修改。1998年，肯尼亚议会通过一项要求重新審視宪法的法律，使全面修改宪法距离现实更為接近:32。
姆瓦伊·齐贝吉总统在贏得2002年的大选前将宪法改革與反腐败运动列为其首要任务。新政府雖然在国民议会中承诺盡快进行對宪法的重新審視，但實際上對此仍然拖拖拉拉，究其原因是前政權高层仍然任职，他们的倒戈对齐贝吉成功當選至关重要，而他们並不愿意冒险改變现状:33。2004年，人稱“博马斯草案”（Bomas draft）的宪法草案對外公佈，该草案提议全面改革政府架构，其中包括将总统的部分权力转移到新设立的总理职位，而这將會使肯尼亚由总统制转向半总统制。出於對喪失權力的擔憂，政府高层有意地淡化博马斯草案，而这导致民间羣起反对並爆發骚乱，齐贝吉的政治联盟中的几個高层官員也因而辞职。修改後的憲法草案在2005年11月付諸公民投票表決，但被否决:33。
公民投票结束後，反对修改後的憲法草案的政治人物联合成立以公民投票中代表反对修改後的憲法草案的橙命名的新反对党橙色民主運動。橙色民主運動的內部分裂無阻其於2007年的大选中取得强势地位，但橙色民主運動最终在充满争议的情况下輸掉總統選舉，並因而引发後續的暴力事件。结束暴力事件的和平协议要求重新审视宪制问题，而政府也在2009年11月制定新的宪法草案。新的宪法草案经过细微修改並在国民议会獲得通过后，獲定在2010年8月4日付諸公民投票表決。

## 內容
公民投票的主文在2010年5月13日公佈如下：
你是否同意擬議的新憲法？
英語：
斯瓦希里語：
选民在投票时可以选择“同意”或“不同意”。为减少混淆並使其更易於理解，法律要求每个投票選項都應該附上一个视觉符号，以确保选民清楚自己的选择。是次公民投票以颜色代表選項，其中绿色代表“同意”，而红色代表“不同意”。如果公民投票結果中的有效同意票多於不同意票，且在肯尼亚八个省中的至少五个省的有效同意票均達投票權人總額的25%或以上，即為通過。

## 選舉活動
包括姆瓦伊·齐贝吉总统、拉伊拉·奥廷加总理、卡隆佐·穆西约卡副总统与穆萨利亚·穆达瓦迪、乌胡鲁·肯雅塔两位副总理等大多数聯合政府中的高层官員都是“同意”阵营的支持者。然而，高等教育部长威廉·鲁托、資訊部长塞缪尔·波吉西奥与丹尼尔·阿拉普·莫伊前总统則一同领导“不同意”阵营，稱新憲法对肯尼亚人不利，认为总统仍将保留过多的权力，並稱有关土地所有权的规定反资本主义。
基督教會是反对新宪法的另一个主要声音。由於新宪法的其中一项条款允许孕婦因健康原因而堕胎，基督教會担心新宪法会导致堕胎合法化。基督教會认为新宪法的另一项争议是對用於解决部分与穆斯林公民有关的民事问题的卡迪法庭的明確提及。卡迪法庭雖然自前殖民时期就已經存在，但在此前並未曾被写入宪法。

## 投票過程
公民投票雖然发生一些個別的暴力事件，例如當年6月在奈洛比举行的“不同意”运动集会上发生，並造成6人死亡、多人受伤的炸弹袭击，但仍然总体上和平。乌查古齐為監察是次公民投票而成立。是次公民投票在严密的安保下进行，以避免重蹈2007年的大选的覆辙。裂谷省的情況尤其令人担忧，因為當地卡伦金人和基庫尤人之间的紧张关係使當地成為2007年暴力事件中情況最严重的地区。公民投票最终和平结束，期間不存在有關暴力事件的報導。

## 結果

不同省分的投票結果：
1. 中部省，2. 滨海省，3. 东部省，
4. 奈洛比省，5. 东北省，
6. 尼扬扎省，7. 裂谷省，8. 西部省

公民投票结果為“同意”阵营获胜，其中同意票佔69%，而不同意票則佔31%，投票率为72.2%。全國除裂谷省外的所有地区均投票同意新宪法，而裂谷省的大多数选民則听从了威廉·鲁托、丹尼尔·阿拉普·莫伊等出身当地的领导人的建议投下不同意票。“同意”阵营在全國唯一未能如预期以压倒性优势获胜的地区是下东部省的乌坎巴尼地区，尽管得到出身当地的领导人卡隆佐·穆西约卡與查丽蒂·恩吉卢的站台，“同意”阵营在當地仍仅以微弱优势获胜。
| 選項                 | 票數       | %      |
| -------------------- | ---------- | ------ |
| 支持                 | 6,092,593  | 68.55  |
| 反對                 | 2,795,059  | 31.45  |
| 有效票               | 8,887,652  | 97.60  |
| 無效或空白票         | 218,633    | 2.40   |
| 總票數               | 9,106,285  | 100.00 |
| 已登記選民及投票率   | 12,616,627 | 72.18  |
| 來源：非洲選舉資料庫 |            |        |

### 按省分的結果
| 省                   | 同意      | 同意  | 不同意    | 不同意 | 無效或空白票 | 總票數    | 選民總數   | 投票率 （%） |
| 省                   | 得票      | ％    | 得票      | ％     | 無效或空白票 | 總票數    | 選民總數   | 投票率 （%） |
| -------------------- | --------- | ----- | --------- | ------ | ------------ | --------- | ---------- | ------------ |
| 中部省               | 1,274,967 | 84.4  | 235,588   | 15.6   | 29,692       | 1,540,247 | 1,958,898  | 78.6         |
| 滨海省               | 425,626   | 79.24 | 111,532   | 20.76  | 16,388       | 553,546   | 997,086    | 55.5         |
| 东部省               | 741,109   | 56.43 | 572,109   | 43.57  | 32,480       | 1,345,698 | 2,028,444  | 66.3         |
| 奈洛比省             | 678,621   | 76.52 | 208,195   | 23.48  | 29,298       | 916,114   | 1,292,229  | 70.9         |
| 东北省               | 110,992   | 95.71 | 4,970     | 4.29   | 599          | 116,561   | 231,928    | 50.3         |
| 尼扬扎省             | 1,174,033 | 92.04 | 101,491   | 7.96   | 20,257       | 1,295,781 | 1,705,292  | 76.0         |
| 裂谷省               | 971,331   | 40.52 | 1,426,102 | 59.48  | 65447        | 2,462,880 | 3,046,294  | 80.8         |
| 西部省               | 715,914   | 84.13 | 135,072   | 15.87  | 24,472       | 875,458   | 1,356,456  | 64.5         |
| 全國                 | 6,092,593 | 68.55 | 2,795,059 | 31.45  | 218,633      | 9,106,285 | 12,616,627 | 72.2         |
| 来源：非洲選舉資料庫 |           |       |           |        |              |           |            |              |

## 國際反應與後續
公民投票结果受国际社会普遍欢迎，美国总统贝拉克·奥巴马、前联合国秘书长科菲·安南與其他非洲大湖地区国家的领导人均向肯尼亚政府與人民发贺电。根据授权举行公民投票的法律规定，新宪法于2010年8月27日由姆瓦伊·齐贝吉总统主持正式頒佈。来自非洲與世界各地的外国领导人與政要出席該历史性仪式。